# Lucien Carré
Lucien Carré (* 19. März 1904 in Paris, Frankreich; † nach 1957 in Frankreich) war ein französischer Filmarchitekt.

## Leben und Wirken
Der Sohn des vor allem in den USA tätigen Film- und Bühnenarchitekten Sosthène ‘Ben’ Carré erhielt seine künstlerische Ausbildung an der Pariser École des Arts Appliqués. Praktische Erfahrungen sammelte er noch zu Stummfilmzeiten in den ausgehenden 1920er Jahren als Assistent der Szenenbildner Serge Piménoff, Lucien Aguettand und Jean Perrier. 
Bereits mit 21 Jahren durfte er die Kostüme zu einem Film mitgestalten, seit Beginn der Tonfilm-Ära war Carré ein vielbeschäftigter Gestalter von Filmkulissen. Neben einer großen Anzahl an Entwürfen zu Routineinszenierungen – in den 1950er Jahren vor allem für André Hunebelle – war Carré auch an einigen wenigen Spitzenproduktionen des französischen Kinos beteiligt, allen voran Jean Cocteaus Meisterwerk Es war einmal (1946), für das er, zusammen mit dem etwas älteren Kollegen René Moulaert, eine poetisch-phantastische Märchenwelt entwarf. Nach 1957 verliert sich seine Spur.

## Filmografie
- 1927: Der Schachspieler (Le joueur d’échecs) (Kostüme)
- 1928: Le perroquet vert
- 1932: Der Schrei nach Liebe (Poil de carotte)
- 1934: Die Verdammten (Les Misérables)
- 1934: Der letzte Milliardär (Le Dernier Milliardaire)
- 1934: Tartarin de Tarascon
- 1935: Blutsbrüder 1918 (L’Équipage)
- 1936: Helene Willfür (Hélène)
- 1936: Avec le sourire
- 1937: La mort du cygne
- 1938: Die Straße der Liebe (Remontons les Champs-Elysées)
- 1943: Domino
- 1943: Un seul amour
- 1944: Florence ist verrückt (Florence est folle)
- 1945: Sylvia und das Gespenst (Sylvie et le fantôme)
- 1946: Die Gräfin von Lunegarde (Lunegarde)
- 1946: Es war einmal (La Belle et la Bête)
- 1947: Le Beau Voyage
- 1947: La femme en rouge
- 1947: Todeskandidaten (Carrefour du crime)
- 1947: Suzanne et ses brigands
- 1948: Métier de fous
- 1948: Le père tranquille
- 1949: Millionäre für einen Tag (Millionnaires d’un jour)
- 1949: Mission à Tanger
- 1950: Dakota 308
- 1950: L'inconnue de Montréal
- 1950: Der galante Abenteurer (Méfiez-vous des blondes)
- 1951: Ma femme est formidable
- 1951: Abenteuer in Venedig (Massacre en dentelles)
- 1951: Le passage de Vénus
- 1952: Monsieur Taxi
- 1953: Ist dieser Mann nicht wunderbar? (Mon mari est merveilleux)
- 1953: Heiße Ware für Marseille (Quai des blondes)
- 1953: Abenteuer der drei Musketiere (Les trois mousquetaires)
- 1954: Wer nimmt die Liebe ernst? (Cadet rousselle)
- 1955: Gangster von Paris (Série noire)
- 1955: Erinnerungen eines Kriminalkommissars (Mémoires d'un flic)
- 1955: Dreizehn an einem Tisch (Treize à table)
- 1956: Liebe, Frauen und Paris (Mannequins de Paris)
- 1957: Junge Rosen im Wind (Les Collégiennes)
- 1957: Ein gewisser Monsieur Jo (Un certain Monsieur Jo)